# Himalopsyche biansata
Himalopsyche biansata är en nattsländeart som beskrevs av Douglas E. Kimmins 1952. Himalopsyche biansata ingår i släktet Himalopsyche och familjen rovnattsländor. Inga underarter finns listade i Catalogue of Life.